# Hypolimnas alcippoides
Hypolimnas alcippoides är en fjärilsart som beskrevs av Butler 1883. Hypolimnas alcippoides ingår i släktet Hypolimnas och familjen praktfjärilar. Inga underarter finns listade i Catalogue of Life.